# San Martín Hidalgo
Pour les articles homonymes, voir San Martín.
San Martín Hidalgo (ou parfois San Martín de Hidalgo) est une ville et une municipalité mexicaine de l'État de Jalisco. La municipalité a 27 777 habitants en 2015.

## Géographie

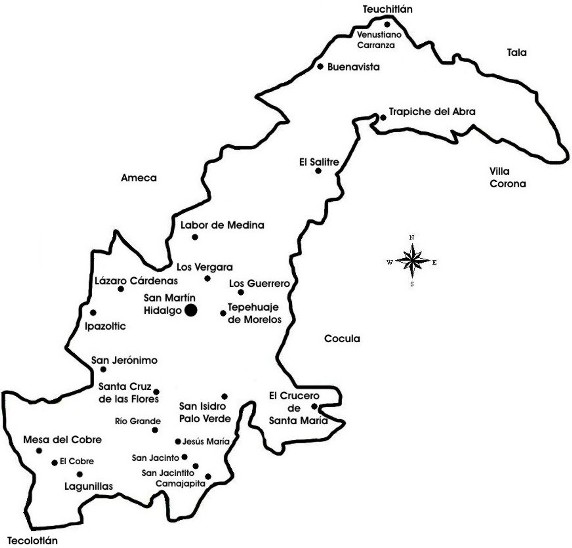
Localités dans la municipalité de San Martín Hidalgo et nom des municipalités environnantes.

San Martín Hidalgo est située à 1 250 m d'altitude dans la région Valles de l'État de Jalisco à environ 90 km de Guadalajara.
Elle est entourée par les municipalités de Teuchitlán au nord ; Tala, Villa Corona et Cocula à l'est ; Tecolotlán au sud et Ameca à l'ouest.
La municipalité fait partie du bassin versant du río Ameca. Les terrains plats prédominent mais l'altitude atteint 2 475 m au Cerro del Huehuentón, point culminant de la municipalité.
La température moyenne annuelle est de 20,9 °C. Les vents dominants viennent de l'est. Les précipitations annuelles moyennes varient 829 à 964 mm. Il pleut principalement de juin à septembre. Il y a 9 jours de gel par an en moyenne dans les vallées et plus de 30 jours de gel par an en altitude.

## Démographie
En 2010, la municipalité compte 24 127 habitants pour une superficie de 324,57 km2, dont 53 % de population urbaine.
Elle comprend 35 localités habitées dont les plus importantes sont le chef-lieu San Martín Hidalgo (8 092 habitants), El Crucero de Santa María (3 175 habitants), El Salitre (2 708 habitants), El Tepehuaje de Morelos (2 245 habitants) et Buenavista de Cañedo (2 163 habitants).
Au recensement de 2015, la population de la municipalité passe à 27 777 habitants.

## Points d'intérêt

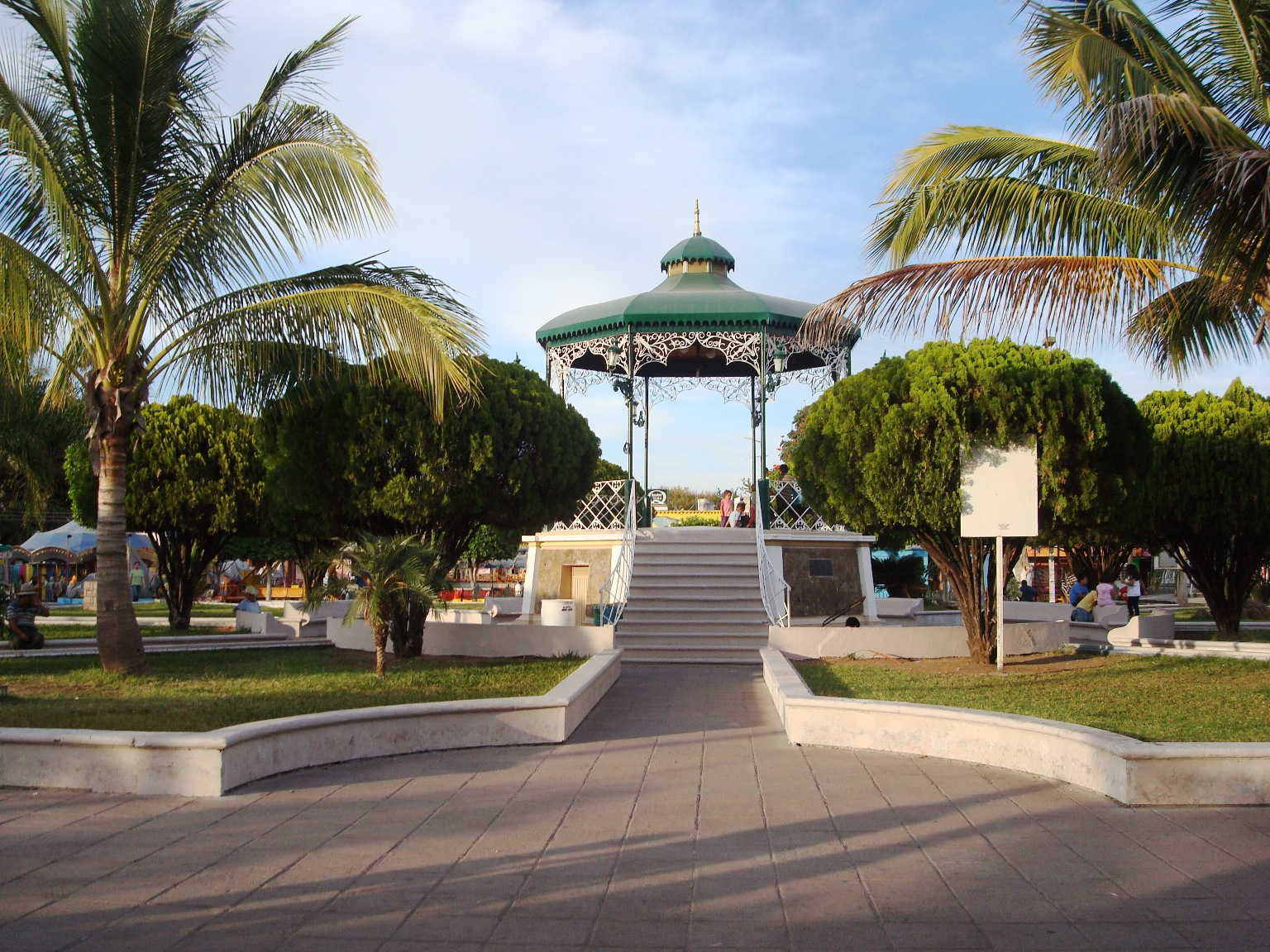
PLace principale.
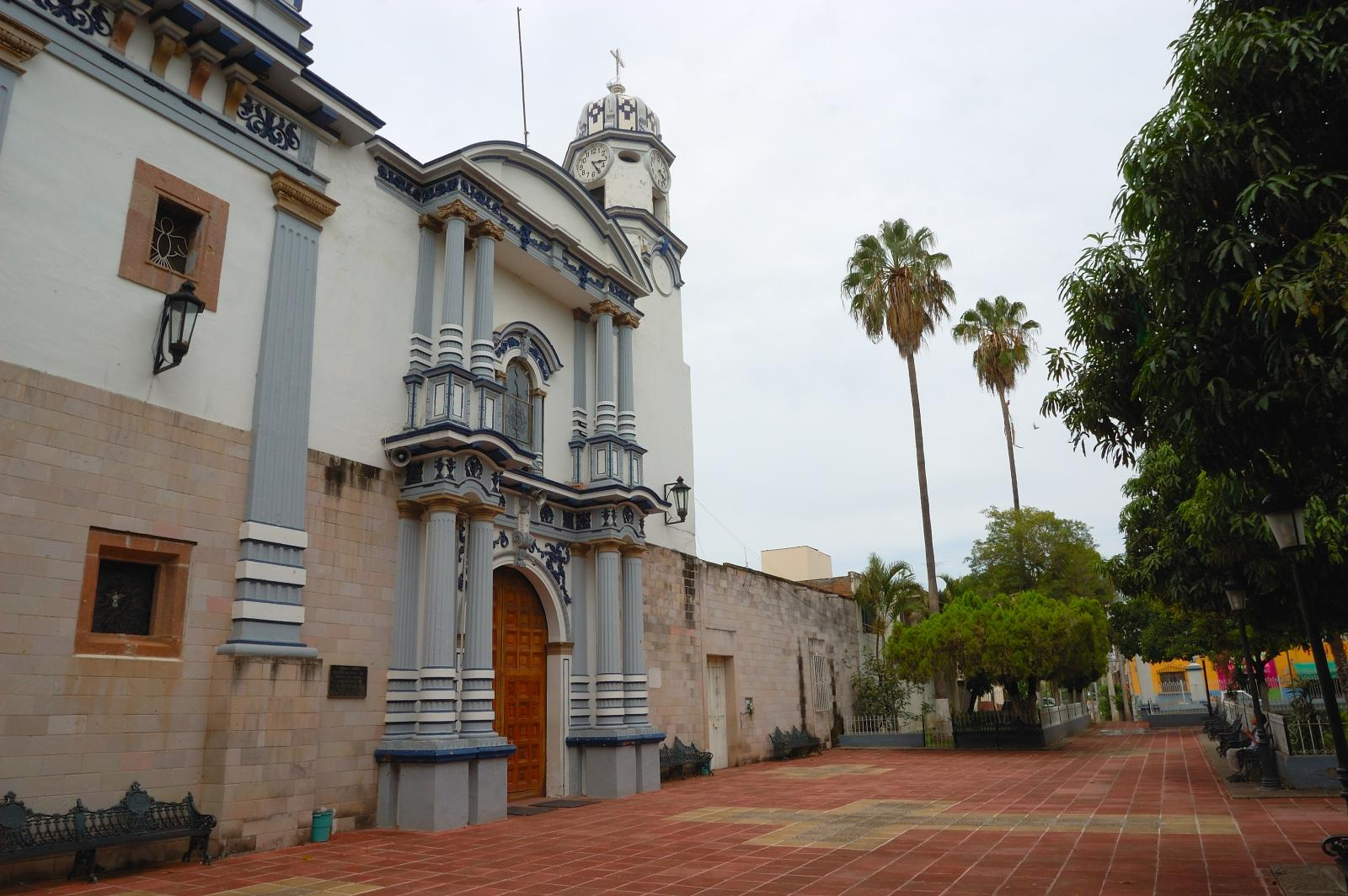
Paroisse San Martín de Tours. XIXe siècle.
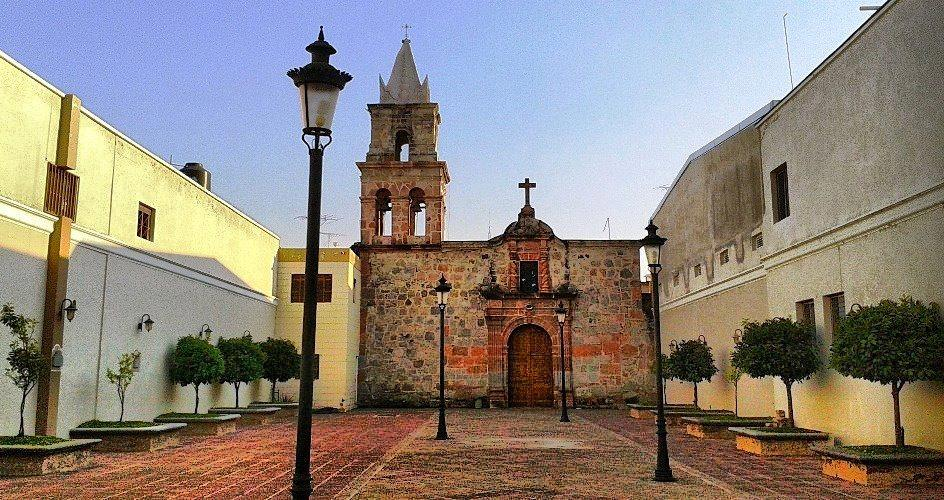
Chapelle de La Conchita. XVIIe siècle.

## Jumelage
- Morgan Hill dans le comté de Santa Clara en Californie aux États-Unis.